# Raju Chacha
Raju Chacha ist ein Hindi-Film von Anil Devgan aus dem Jahr 2000. Der Film floppte an den Kassen aufgrund des sehr hohen Budgets.

## Handlung
Siddhant Rai ist ein reicher Architekt und lebt verwitwet mit seinen drei kleinen Kindern Rohit, Rahul und Rani in einer großen luxuriösen Villa. Doch zu viert haben sie sich ein glückliches Leben geschaffen, weshalb die drei Kinder jeden Lehrer bzw. Kindermädchen aus dem Haus jagen. Nur die Waise Anna kann das Herz der Kinder gewinnen.
Während ihres Arbeitsverhältnisses bei den Rais, fällt sie sofort dem Bankräuber Shekhar auf. Nach einiger Zeit ist Anna dann auch zur Hochzeit bereit, bis sie dann vor dem Altar feststellen muss, dass Shekhar ein Betrüger ist. Sogar hinter Siddhants Geld soll er her gewesen sein und wird daraufhin verhaftet.
Anna verlässt mit gebrochenem Herz das Haus der Rais und kehrt in das Waisenhaus zurück. Als die vier sie wieder zurückholen wollen, verunglückt Siddhant in einem Autounfall. Was die Kinder nicht wissen: Der Unfall war von Siddhants Brüdern und weiteren Familienangehörigen geplant, denn sie sind alle hinter Siddhants Vermögen her. Für die Kinder scheint es keine Hoffnung mehr zu geben als eines Tages Raju Chacha, Siddhants jüngster Bruder, der mit 11 Jahren das Haus verließ, zu ihnen stößt. In Wirklichkeit ist es Shekhar, der die Kinder aus dem Schlamassel retten will.
Geschickt kann er notariell ein Teil des Vermögens an sich bringen und verjagt Siddhants Brüder und deren Familien aus dem Haus. Mittlerweile ist auch Anna wieder eingezogen, die einen Hilferuf der Kinder bekommen hat.
Doch es lässt nicht lange auf sich waren, als Siddhants Bruder mit Shekhars Polizeibericht ankommt und somit wird Shekhar erneut von der Polizei verhaftet. Dank Shekhars Freund Gafoor, kann er aus dem Gefängnis ausbrechen. Derweil haben die Kinder im Haus heimlich die Geständnisse der Angehörigen mit einer Kamera festgehalten, in der sie aussagen Siddhant ermordet zu haben.
Mit Shekhars Hilfe können sie nun das Vermögen, welches den Kindern zusteht, retten. Nach dem Vorfall stellt sich Shekhar freiwillig der Polizei und wird dann nach sechs Monaten Haft entlassen. Anschließend heiratet er Anna und beide kümmern sich um die drei Kleinen.

## Musik
| Lied                      | Sänger                                                             |
| ------------------------- | ------------------------------------------------------------------ |
| Aaj Ka Kya Program Hai    | Abhijeet, Kavita Krishnamurti, Sudesh Bhonsle, Shankar Mahadevan   |
| Dil Dil                   | Amit Kumar                                                         |
| Ek Sher Tha Ek Sherni     | Shankar Mahadevan, Shweta Pandit                                   |
| Kahin Se Aayi Rani        | Amit Kumar, Kavita Krishnamurti, Shweta Pandit, Shraddha Pandit    |
| Raju Chacha               | Shaan, Francis Menezes, Shweta Pandit, Shraddha Pandit, Sneha Pant |
| Tune Mujhe Pehchana Nahin | Shaan                                                              |
| Yeh Vaada Hai             | Kumar Sanu, Alka Yagnik                                            |

## Auszeichnungen
Star Screen Award (2001)
- Star Screen Award/Beste visuelle Effekte an Misha Gautam, Zameer Hussain

Nominierungen
- Star Screen Award/Bestes Szenenbild an Nitin Desai
- Star Screen Award/Beste Stuntregie an Jai Singh